# Decarthron anneae
Decarthron anneae är en skalbaggsart som beskrevs av Park 1958. Decarthron anneae ingår i släktet Decarthron och familjen kortvingar. Inga underarter finns listade i Catalogue of Life.